# 遊☆戯☆王デュエルモンスターズ エキスパート3
『遊☆戯☆王デュエルモンスターズ エキスパート3』（ゆうぎおうデュエルモンスターズ エキスパートスリー）は、2004年2月5日にコナミから発売されたゲームボーイアドバンス専用の遊☆戯☆王オフィシャルカードゲーム デュエルモンスターズを題材としたゲームソフトである。略称は、 エキスパート3またはEX3。

## 概要
遊☆戯☆王デュエルモンスターズシリーズ第10作目。2004年世界大会公式ソフト。ストーリーを一切排除し、デュエルだけに照準を絞ったデュエルシミュレーターとなっている。この作品ではパスワードでカードを入手することはできない。「新たなる支配者」までのカードを歯抜け収録されており、カードの総数は1138枚。「遊☆戯☆王デュエルモンスターズ6 エキスパート2」からカードの枚数はほとんど増えていないが、入れ替わりに追加、削除されたカードは多い。
今まではデッキを一つしか作ることができなかったが、デッキを3つまで保存できるようになっている。「遊☆戯☆王デュエルモンスターズ インターナショナル ワールドワイドエディション」同様、言語切り替え機能が存在し、6ヶ国語に対応している。プレイヤーがデッキに1枚しか入れられない制限カードを敵は3枚入れていることがある。全キャラクターに1勝することでエンディングが流れ、以後は「コナミコマンド」を入力することでエンディングが見られるようになる。
限定版として「遊☆戯☆王デュエルモンスターズ BEGINNERS PACK」が同時発売された。ゲームの他に「STRUCTURE DECK -遊戯編- Volume.2」、「STRUCTURE DECK -海馬編- Volume.2」と「封印されしエクゾディア」のシークレットレア仕様、ティーチングビデオが付属している。

## 主な変更点
- ストーリーが存在しない。
- パスワードでカードを入手できなくなった。
- デッキを3つまで保存できるようになった。

## 登場人物

### レベル1
- 真崎杏子（まざき あんず）
- 本田ヒロト（ほんだ ヒロト）
- 獏良了（ばくら りょう）
- 武藤双六（むとう すごろく）
- 武藤遊戯（むとう ゆうぎ）

### レベル2
- ダイナソー竜崎（ダイナソーりゅうざき）
- エスパー絽場（エスパーろば）
- インセクター羽蛾（インセクターはが）
- ゴースト骨塚（ゴーストこつづか）
- 梶木漁太（かじき りょうた）

### レベル3
- 孔雀舞（くじゃく まい）
- バンデット・キース
- 城之内克也（じょうのうち かつや）
- ペガサス・J・クロフォード

### レベル4
- パンドラ
- レアハンター
- 光と闇の仮面（ひかりとやみのかめん）
- マリクの人形（マリクのにんぎょう）
- リシド

### レベル5
- マリク・イシュタール
- イシズ・イシュタール
- 海馬瀬人（かいば せと）
- シャーディー

### レベル6
- シモン・ムーラン
- 闇獏良（やみばくら）
- 闇マリク（やみマリク）
- デュエル・コンピュータ
- 闇遊戯（やみゆうぎ）

## 同梱カード
- エメス・ザ・インフィニティ
- D.D.アサイラント
- ツインヘデッド・ビースト

### 攻略本同梱カード
- 魂の綱

## 関連書籍
- 遊☆戯☆王デュエルモンスターズ エキスパート3―ゲームボーイアドバンス版（Vジャンプブックス-ゲームシリーズ）（2004年2月5日発行、ISBN 978-4-08-779277-5）